# Małgorzata Cybulska-Janczew
Małgorzata Cybulska-Janczew – polska iberystka, wykładowczyni w Instytucie Studiów Iberyjskich i Iberoamerykańskich Uniwersytetu Warszawskiego, tłumaczka literatury hiszpańskojęzycznej.

## Życiorys
Absolwentka filologii hiszpańskiej na Uniwersytecie Hawańskim oraz Uniwersytecie Warszawskim (1980). W latach 1982–2020 wykładowczyni języka hiszpańskiego w Instytucie Studiów Iberyjskich i Iberoamerykańskich UW. W latach 2002–2014 kierowniczka tamtejszej Pracowni Językoznawstwa i Dydaktyki Języków Iberyjskich.
W latach 2000–2012 pracowała jako lektorka w Wyższej Szkole Turystyki i Rekreacji im. Orłowicza, w latach 2014–2020 w Akademii Finansów i Biznesu Vistula, a w latach 2003–2020 w Ministerstwie Spraw Zagranicznych. Współpracowniczka wydawnictw Langenscheidt, Bellona i Nowela jako tłumaczka, redaktorka i recenzentka podręczników związanych z nauką i dydaktyką języka hiszpańskiego; Telewizji Polskiej jako tłumaczka oraz konsultantka językowa.

## Publikacje
- Małgorzata Cybulska-Janczew, Jacek Perlin; Gramatyka języka hiszpańskiego z ćwiczeniami, PWN, Warszawa, 1991, 2008, ISBN 978-83-01-12379-6.
- Małgorzata Cybulska-Janczew, Jesus Pulido Ruiz; Mały słownik hiszpańsko-polski, polsko-hiszpański, PWN, Warszawa, 2006, 2007, ISBN 83-01-14609-5.
- Małgorzata Cybulska-Janczew, Jesus Pulido Ruiz; Słownik hiszpańsko-polski, polsko-hiszpański, PWN, Warszawa, 2003.